# Ruška koča
Ruška koča ali Tinetov dom pri Arehu je planinska koča na Arehu na Pohorju na višini 1246 mnm. Zgradili so jo Rušani leta 1907, svečano odprtje je bilo 8. septembra 1907. Pred vojno so bile tukaj tri koče: Ruška, Čandrova in koča Planinka. Z gospodarskimi poslopji in cerkvijo sv. Areha je vse skupaj sestavljalo prijetno gorsko naselje. Danes vseh teh koč ni več. Vse zgradbe so v noči iz 11. na 12. november 1943 partizani požgali, da sovražnik ne bi imel v njih zatočišča. Namesto nekdanje Planinke so Rušani 20. oktobra 1946 zgradili sedanjo kočo, ki so jo postavili na temeljih požgane Planinke in jo imenovali po dolgoletnem, za planinstvo zaslužnem predsedniku SPD Ruše Davorinu Lesjaku - Tinčku, učitelju v Rušah. Kočo so leta 1977 prenovili. Zaradi velikega obiska so na temeljih Čandrove koče postavili leta  1987 še novo Čandrovo kočo. Koči upravlja  PD Ruše, oskrbovani sta vse leto.

## Dostopi
- Iz Ruš mimo Apnenice 3.30 h
- Iz Ruš čez Smolnik in mimo Šumika 4 h
- Iz Slovenske Bistrice mimo koče pri Treh kraljih 5 h
- Iz Frama  skozi Planico 3.30 h
- Iz Šmartnega na Pohorju mimo Videca 2 h
- Iz Šmartnega na Pohorju skozi Bojtino mimo Zgornjega Bojčnika 2,5 h
- Z avtom iz Hoč (18 km), ali iz Ruš (14 km) ali iz Slovenske Bistrice (26 km).

## Okolica
- Žigartov vrh (1345 mnm), 30 min.
- Klopni vrh (1335 mnm), 3 h
- Pragozd Šumik, 1.45 h
- Slap Veliki Šumik, 2 h
- Črno jezero, 3 h

## Prehodi do drugih postojank
- Štuhčev dom pri Treh kraljih (1181mnm), 2.30 h
- Mariborska koča (1142 mnm), 1 h
- Koča na Pesku (1386 mnm), 5 h
- Dom na Osankarici (mimo Črnega jezera), 3.30 h